# Sopot
Sopot es una ciudad costera del norte de Polonia, en el voivodato de Pomerania. Tiene una población aproximada de 40 000 habitantes (censo 2006). La ciudad, que cuenta con estatus de powiat (condado), está localizada en la costa sureña del mar Báltico. Junto a las ciudades de Gdańsk y Gdynia, forma parte de la aglomeración urbana conocida como Trójmiasto (Triciudad).
Es un importante centro de salud y turismo y se caracteriza por poseer el muelle de madera más largo de Europa (llamado Molo, con una longitud total de 515,5 m), desde donde se tiene una vista panorámica de la bahía de Gdańsk. Sopot también es reconocida por albergar anualmente el Festival Internacional de la Canción de Sopot, que es uno de los eventos de más importancia entre los de su tipo en Europa, después del Festival de la Canción de Eurovisión.

## Nombre de la ciudad
El nombre de Sopot se debe a una antigua palabra en lengua eslava que podría traducirse como "primavera" o "fuente". Inicialmente se la conoció como Sopoth (1283) y Sopot (1291). El nombre alemán de Zoppot es una germanización del nombre original eslavo. Entre las dos guerras mundiales, los nombres plurales de Sopoty o Copoty eran de uso común.

## Historia

### Fundada en elsigloVII

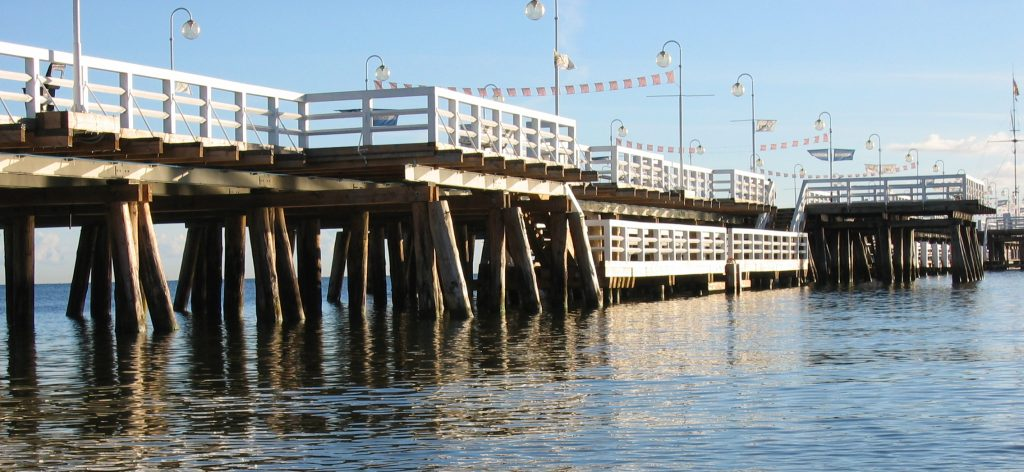
Muelle de Sopot, el muelle de madera más largo de Europa, con una extensión total de 650 m (450 de los cuales están sobre el agua).

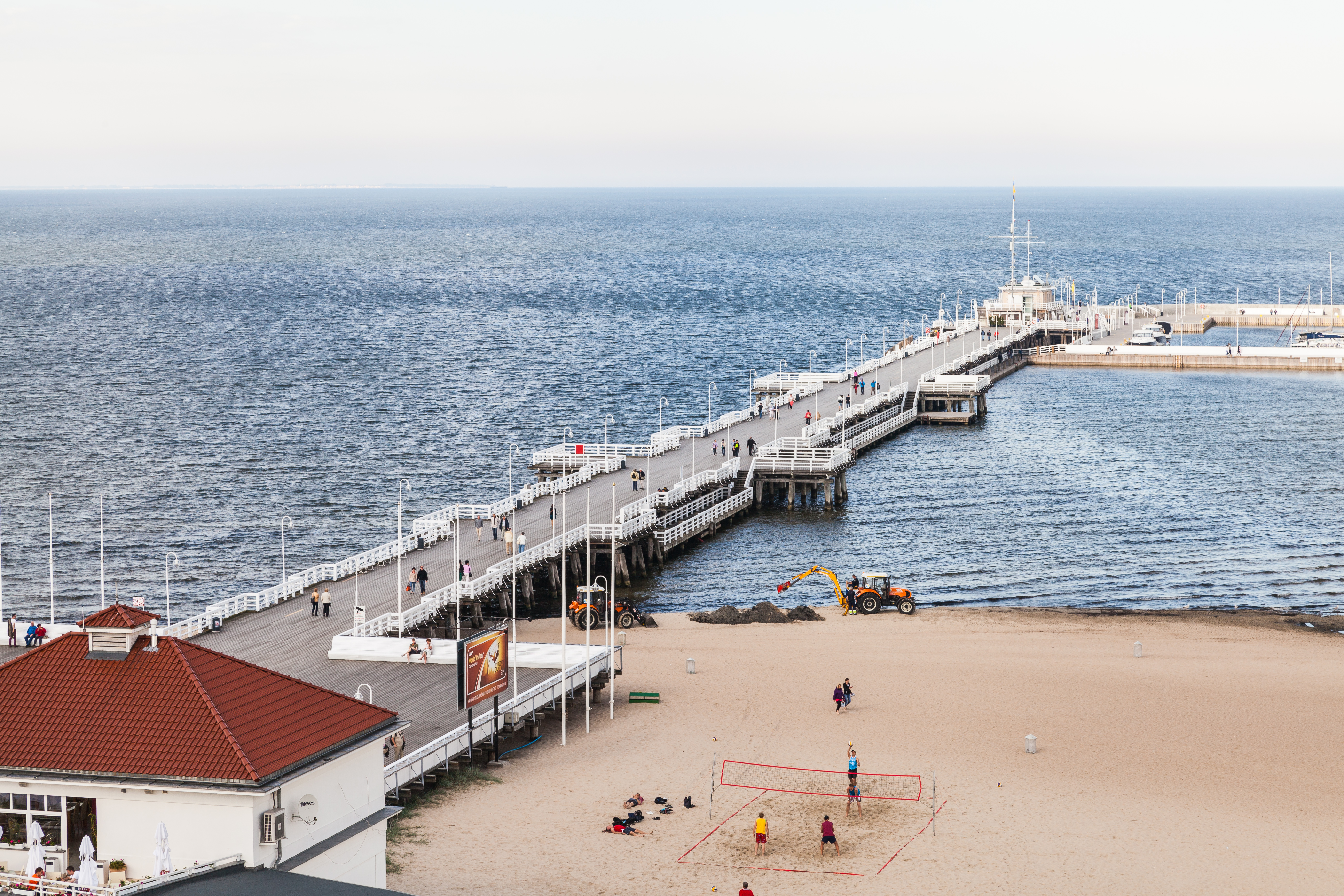
Vista aérea del muelle.

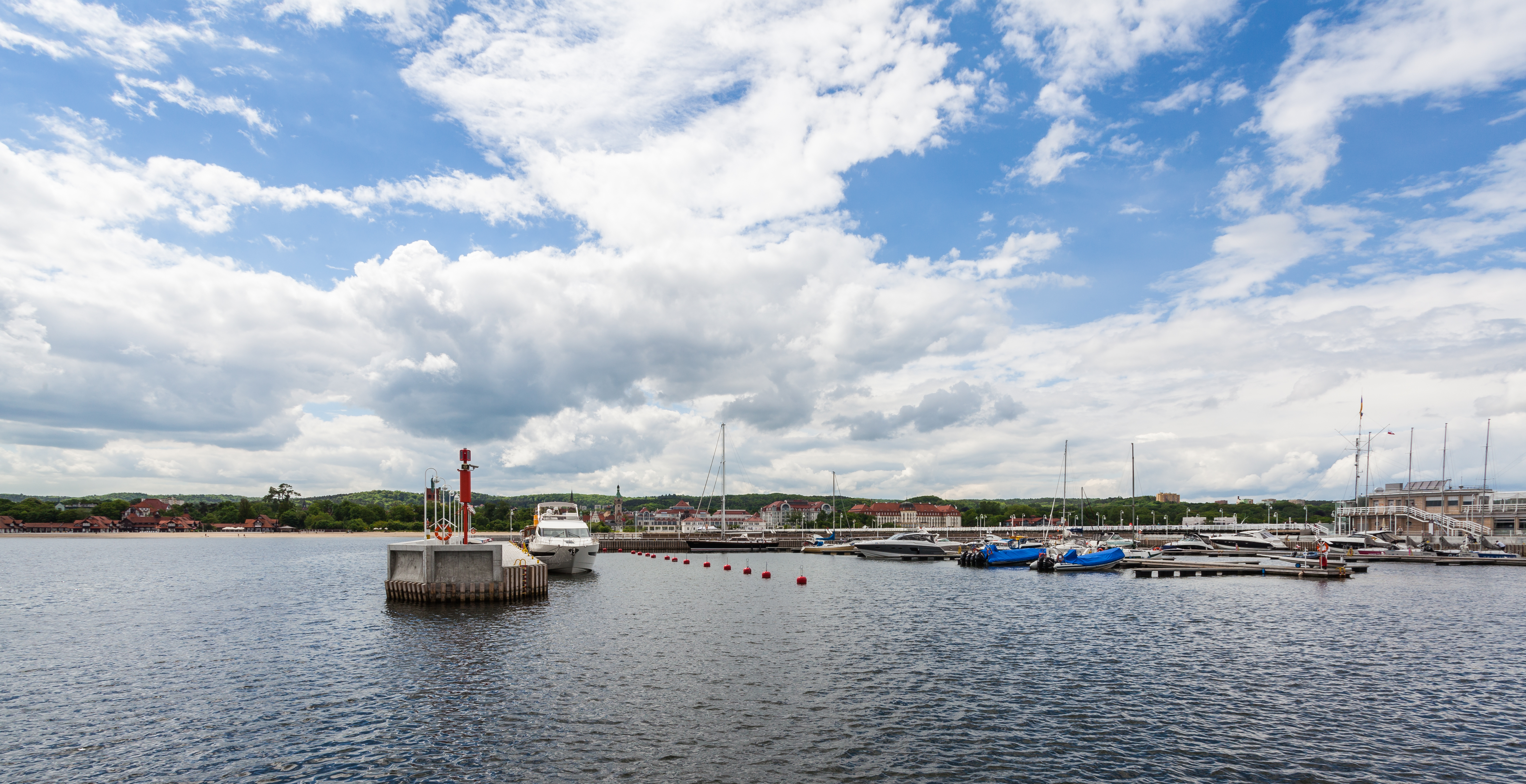
Embarcaciones en el muelle.

Sopot fue fundada como un asentamiento eslavo (Pomerania) en el siglo VII. Inicialmente cumplía las funciones de punto de intercambio comercial, y mantenía relaciones comerciales con las zonas aguas arriba del río Vistula y con ciudades al otro lado del mar Báltico. Con el tiempo, la importancia del asentamiento fue decreciendo, al punto que en el siglo X se había transformado en un pequeño pueblo de pescadores, tras lo cual fue abandonado. Aun así, un siglo después, la zona se volvió a poblar y dos pequeños asentamientos se fundaron en las áreas que hoy ocupa Sopot: Stawowie y Gręzowo. Los mismos se mencionan por primera vez en 1186 como dependientes de una abadía de la Orden del Císter en Oliva. Otra de las poblaciones que constituyen lo que hoy es la ciudad de Sopot, Świemirowo, aparece mencionada por primera vez en 1212 en un documento de Mściwój I, duque de Pomerania (latín: Mestvinus dux Pomeraniae) (1207-1220), quien la otorgaba a un monasterio premonstratense (Norbertano) de la cercana Żukowo.
La población de Sopot, cuya denominación se extendería más tarde a toda la ciudad, fue mencionada por primera vez en 1283, donde se la nombraba como un asentamiento de pescadores dependiente de los cistercienses. Hacia 1316, la abadía adquirió todos los asentamientos de la zona y por ende pasó a administrar toda el área de influencia. Después del Tratado de Paz de Toruń de 1466, la zona fue incorporada al Reino de Polonia.
El balneario para los ciudadanos de Gdańsk se ha mantenido en actividad desde el siglo XVI. Hasta fines de ese siglo, la mayoría de las familias magnates y nobles de Gdańsk habían construido sus residencias y palacios en Sopot. Durante las negociaciones del Tratado de Oliva (1660), el rey de Polonia Juan II Casimiro (1648-1668) vivió en uno de ellos, mientras que el negociador sueco Magnus de la Gardie se hospedó en otra residencia que pasó a denominarse Residencia sueca desde entonces.
En 1733, durante la guerra de sucesión polaca (1733-1738), las tropas rusas asediaron la vecina ciudad de Gdańsk, y un año después destruyeron e incendiaron la ciudad de Sopot, dejándola en ruinas. Tras la guerra, Sopot fue deshabitada y sus residencias abandonadas hasta mediados del siglo XVIII.
En 1757 y 1758 la mayor parte de las residencias destruidas fueron compradas por una familia de magnates pomerana, los Przebendowski. El general Józef Przebendowski adquirió nueve palacios con sus correspondientes jardines que los rodeaban, y en 1786 su viuda Bernardyna Przebendowska (nacida von Kleist) compró los dos restantes.

### Anexionada al Reino de Prusia
En 1772, tras la Primera partición de Polonia, Sopot fue anexionada por el Reino de Prusia. Tras las nuevas leyes dictadas por Federico II el Grande, las propiedades de la iglesia fueron confiscadas por el Estado. La población fue entonces reconstruida, y en 1806 el lugar fue vendido a un mercader de Gdańsk llamado Carl Christoph Wegner.
En 1819, Wegner inauguró el primer centro de aguas termales de Sopot, e intentó publicitarlo entre los habitantes de Danzig, aunque fue un fracaso comercial. No obstante, en 1823 un médico del ejército francés llamado Jean Georg Haffner financió un nuevo complejo termal, que se volvió bastante conocido. En los años que siguieron, Haffner construyó varios baños similares al anterior. Para 1824 fue abierto un sanatorio al público, así como un muelle de 63 m, unos aseos y un parque. Haffner falleció en 1830, pero su empresa fue continuada por su hijastro, Ernst Adolf Böttcher. Este último continuó desarrollando la zona, y hacia 1842 se inauguraron un nuevo teatro y un sanatorio. Para entonces, el número de turistas que visitaba Sopot cada año creció hasta llegar a casi 1200.
En 1870 Sopot vio la apertura de su primera línea ferroviaria, la de Danzig (Gdańsk)-Kołobrzeg, que posteriormente sería extendida hasta Berlín. La mejora en las conexiones ferroviarias favoreció el desarrollo del turismo en la zona, y para 1900 ya eran 12.500 los turistas que visitaban el lugar anualmente.
En 1873, Sopot se transformó en un centro administrativo dentro de la "Gemeinde" (organización territorial de Alemania). Pronto, otros asentamientos de la zona fueron incorporándose a la comuna, lo cual permitió que el número de habitantes alcanzara los 2800 en el año 1874.
A principios del siglo XX, Sopot era el lugar de descanso favorito del káiser Guillermo II de Alemania. La ciudad era para ese entonces un centro de salud importante para los habitantes de la cercana Danzig, así como también para la aristocracia de Berlín, Varsovia y Königsberg. Tan pronto como terminó la Primera Guerra Mundial, se fundó un casino en el Grand Hotel, el cual se constituyó en la principal fuente de fondos para las arcas de la ciudad libre de Dánzig.

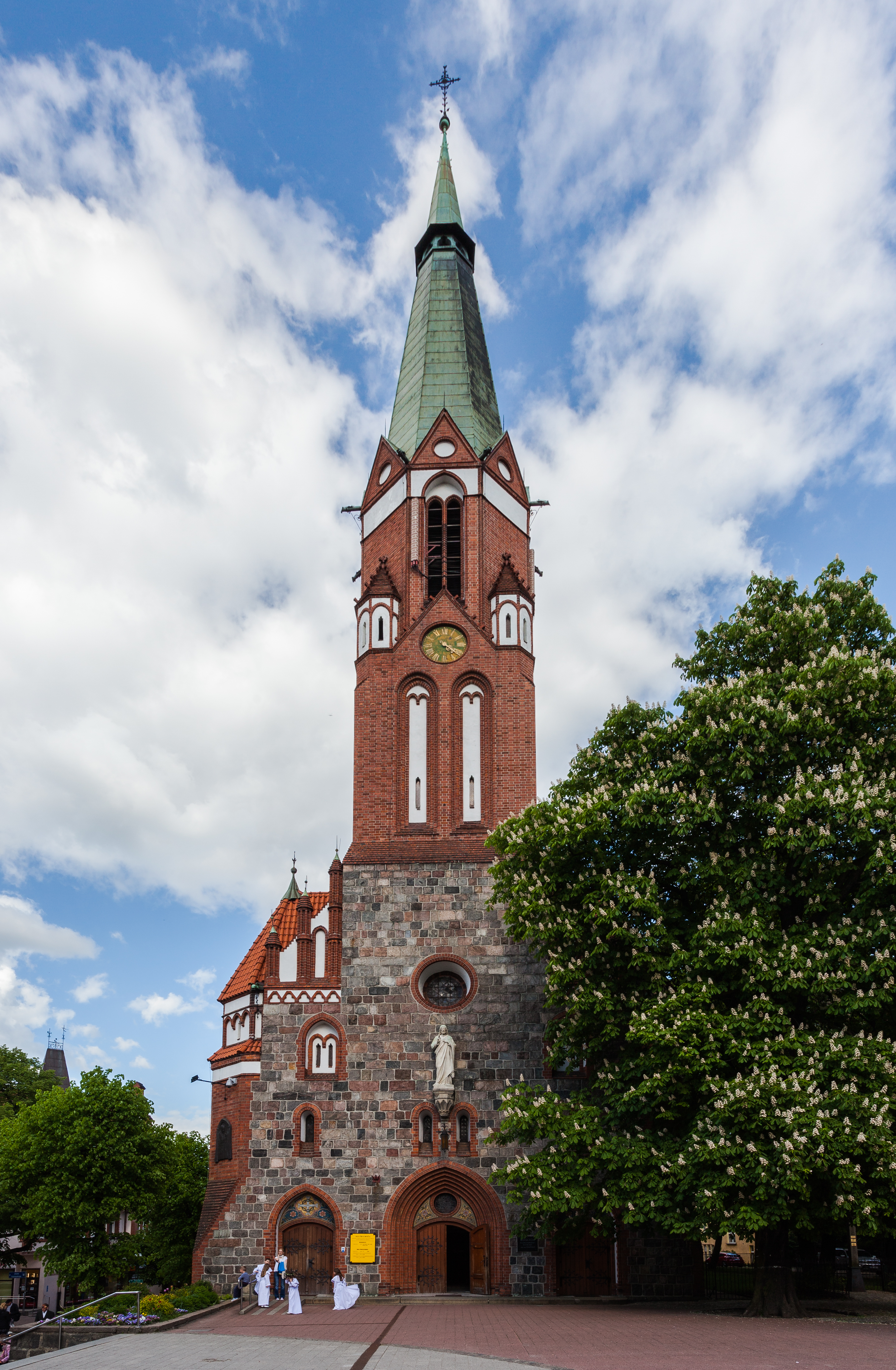
Iglesia de San Jorge.

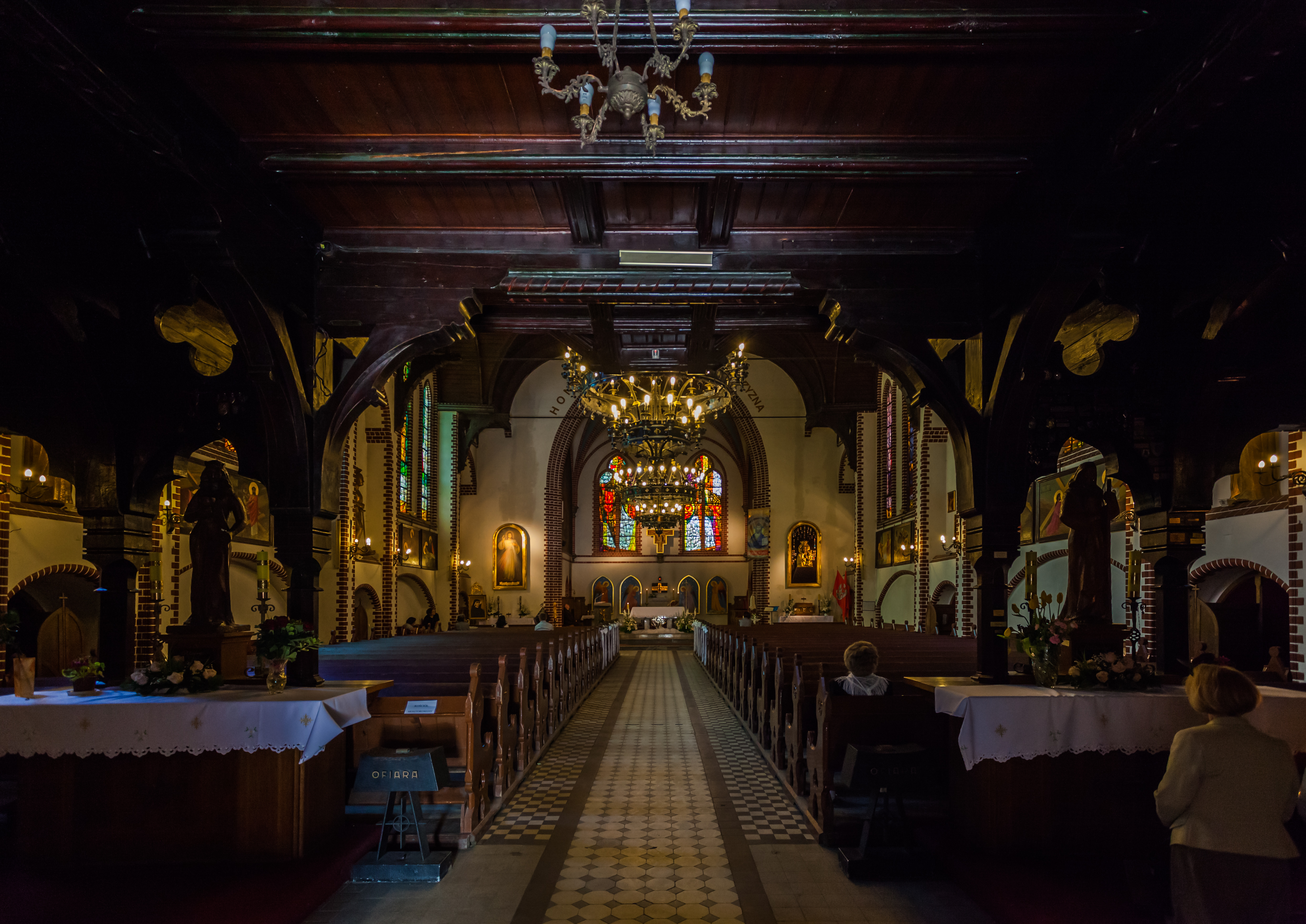
Interior de la iglesia.

### Gobierno propio
En 1877, el gobierno de la "Gemeinde" adquirió el asentamiento a los descendientes del doctor Haffner y se centró en su desarrollo. Un segundo sanatorio fue construido en 1881, y el muelle se vio extendido en 85 m. Dos años después, se construyeron canchas de tenis y al año siguiente, fue abierto al público un hipódromo. Por otra parte, se llevaron a cabo muchas instalaciones pensadas para los habitantes de Sopot, y no solamente para los turistas. Entre ellas, estuvieron dos nuevas iglesias: la protestante (17 de septiembre de 1901), y la católica (21 de diciembre de 1901).
El 8 de octubre de 1901, el káiser Guillermo II otorgó a Sopot los derechos de ciudad. Gracias a este privilegio, la ciudad adquirió un ritmo de crecimeinto aún mayor al que tenía. En 1904, un nuevo sanatorio balneológico fue abierto al público. En 1907 se inauguraron nuevos baños termales al sur de los ya existentes, esta vez en estilo vikingo. En 1909, se realizó la apertura de un nuevo teatro en los bosques existentes en los márgenes de la ciudad, lugar donde se realiza en la actualidad el Festival de Sopot cada año. Hacia 1912, un tercer complejo de baños, sanatorios, hoteles y restaurantes fue inaugurado, atrayendo aún más turistas hacia la región. Poco antes de la Primera Guerra Mundial, Sopot tenía 17 400 habitantes permanentes y recibía más de 20 000 turistas al año.

### El tratado de Versalles
Tras la firma del Tratado de Versalles (1919), Sopot pasó a formar parte de la ciudad libre de Dánzig (polaco: Wolne Miasto Gdańsk). Debido a la proximidad de las fronteras de Polonia y Alemania, la economía del asentamiento se recuperó rápidamente tras la guerra. El nuevo casino llegó a ser la principal fuente de ingresos de la pequeña Ciudad Libre-Estado. En 1927, las autoridades reconstruyeron el Kasino-Hotel, que al día de hoy es una de las principales atracciones de Sopot. Tras la Segunda Guerra Mundial sería renombrado como Grand Hotel, y actualmente sigue siendo uno de los hoteles más lujosos de Polonia.
En 1922 se celebró un festival en honor a Richard Wagner en la cercana Ópera del Bosque (polaco: Opera Leśna; alemán: Die Waldoper). Dicho evento alcanzó tal nivel de calidad que Sopot fue llamada a veces "la Bayreuth del norte". En 1928 el muelle fue extendido hasta su longitud actual de 512 m. Desde entonces quedó como el muelle de madera más largo de Europa, y en uno de los más largos del mundo. A principios de los años 1930 la ciudad alcanzó su pico de popularidad entre los turistas extranjeros: más de 30 000 llegaban al lugar cada año, sin contar a los habitantes de Danzig que pasaban sus vacaciones allí. Sin embargo, durante los años 1930, la tensión cerca de la frontera polaco-germana y la creciente popularidad del nazismo en Alemania vio un declinar del turismo extranjero; en 1938, alemanes nazis locales incendiaron la sinagoga de Sopot.

### La Segunda Guerra Mundial
El 1 de septiembre de 1939 comenzó la Segunda Guerra Mundial. Al día siguiente, la Ciudad libre de Dánzig fue anexionada por la Alemania nazi, y la mayor parte de los polacos, casubios (grupo étnico eslavo-occidental) y judíos locales fueron arrestados o expulsados. Debido a la guerra, la industria turística de Sopot colapsó. En 1942 se realizó el último festival en honor a Wagner.

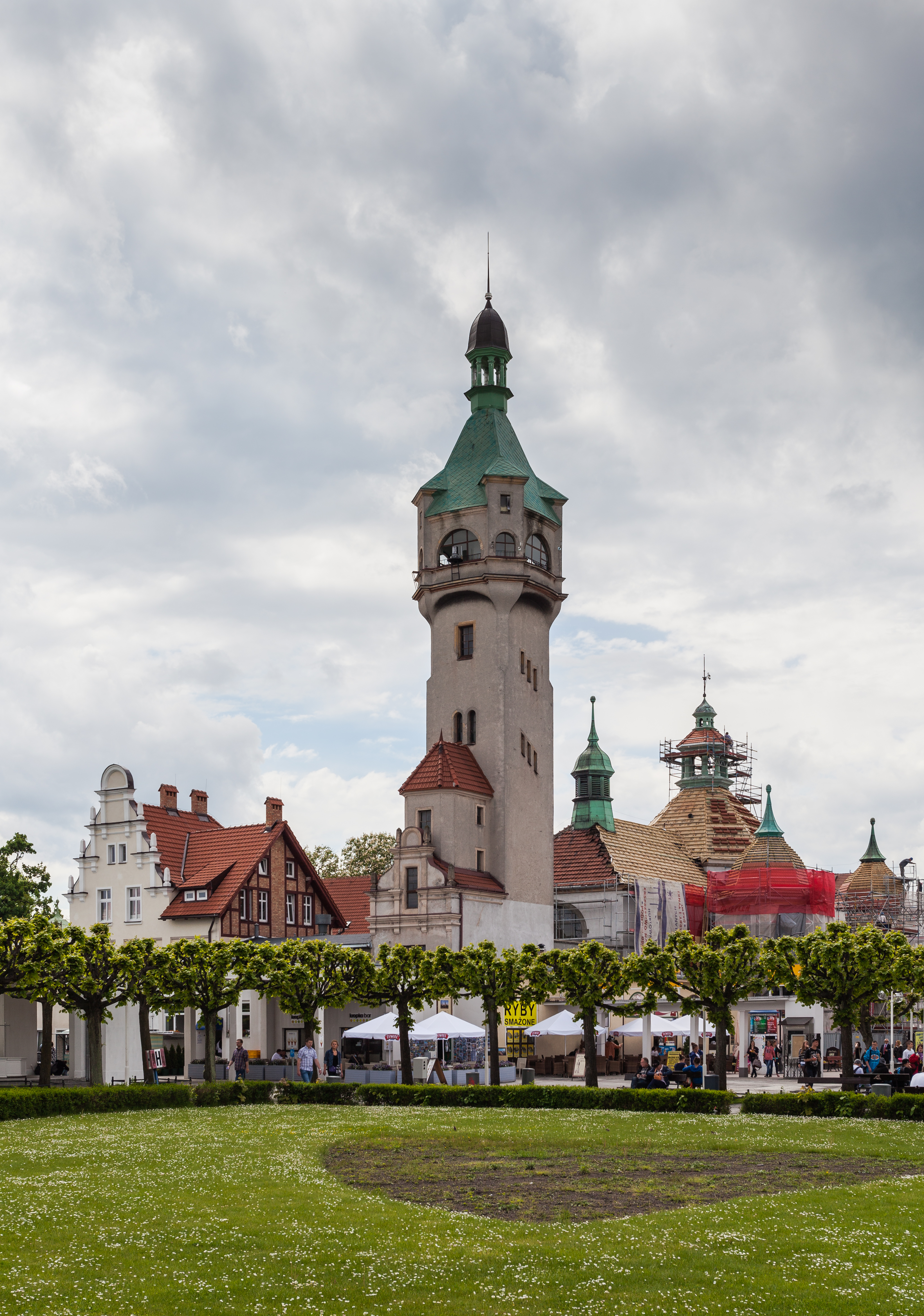
Antiguo faro de Sopot

### Ocupación soviética
El 23 de marzo de 1945 la ciudad cayó en manos del Ejército Rojo. Sopot perdió en 1945 el 10 % de sus edificaciones -algunas durante la lucha, pero un buen número de ellas incendiadas por reclutas soviéticos bebidos después de que la lucha haya cesado el 8 de mayo de 1945. Los soldados del Ejército Rojo incendiaron la mayor parte de las casas cercanas al muelle, incluido el complejo termal.
Siguiendo los dictámenes de la Conferencia de Potsdam, Sopot pasó a formar parte de Polonia. Las autoridades de la entonces voivodia de Gdańsk tuvieron sede en esta ciudad hasta fines de 1946. La mayoría de los habitantes alemanes que quedaban aún en la ciudad después de la evacuación ante la llegada del Ejército Rojo, fueron pronto expulsados de Sopot, para seguidamente ser ocupada por colonos polacos que provenían de áreas del este de Polonia que habían sido anexionadas por la Unión Soviética.
Con la finalización de la guerra, Sopot empezó a recuperarse rápidamente. Una línea de tranvía que conectaba la ciudad con Gdańsk fue abierta, así como sendas Escuelas Superiores de Música y de Comercio Marítimo, una biblioteca y una galería de arte. Desde 1948 el Festival de Arte se lleva a cabo anualmente. En 1952, el tranvía fue reemplazando por una línea ferroviaria suburbana que conectaba Sopot, Gdańsk y Gdynia. Si bien en 1954 la Escuela Superior de Artes Plásticas se mudó a Gdańsk, Sopot se mantuvo como centro cultural de referencia, y en 1956 se celebró allí el primer festival de jazz polaco (hasta entonces, el jazz había sido prohibido por las autoridades comunistas). Este sería el precursor del Jazz Jamboree anual de Varsovia. En 1961, la primera edición del Festival Internacional de la Canción se celebraba en la Opera del Bosque. Dos años después la calle principal de la ciudad fue convertida en una zona peatonal.
En 1972 y 1975 fueron abiertos al público nuevos complejos de baños, sanatorios y hoteles. Hacia 1977, la población de Sopot alcanzó los 54 500 habitantes, la cifra más alta de la historia de la ciudad hasta ese momento. En 1979 el centro histórico de la ciudad fue declarado Patrimonio Nacional por el gobierno de Polonia.

### Caída del comunismo
La Ley Marcial declarada por Wojciech Jaruzelski en 1981 y el siguiente periodo de declinación económica, terminó con la caída del régimen comunista en 1989. En 1995 los baños y sanatorios del sur de la ciudad fueron ampliados significativamente, gracias a lo cual Sopot volvió a tener el estatus oficial de balneario en 1999. Hasta 1999 formó parte del antiguo voivodato de Gdańsk.

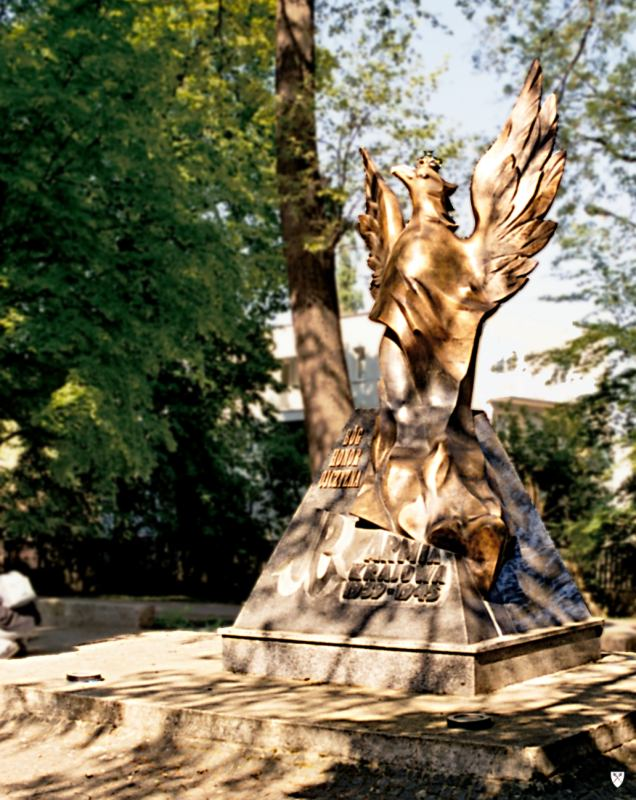
Monumento a la Armia Krajowa.

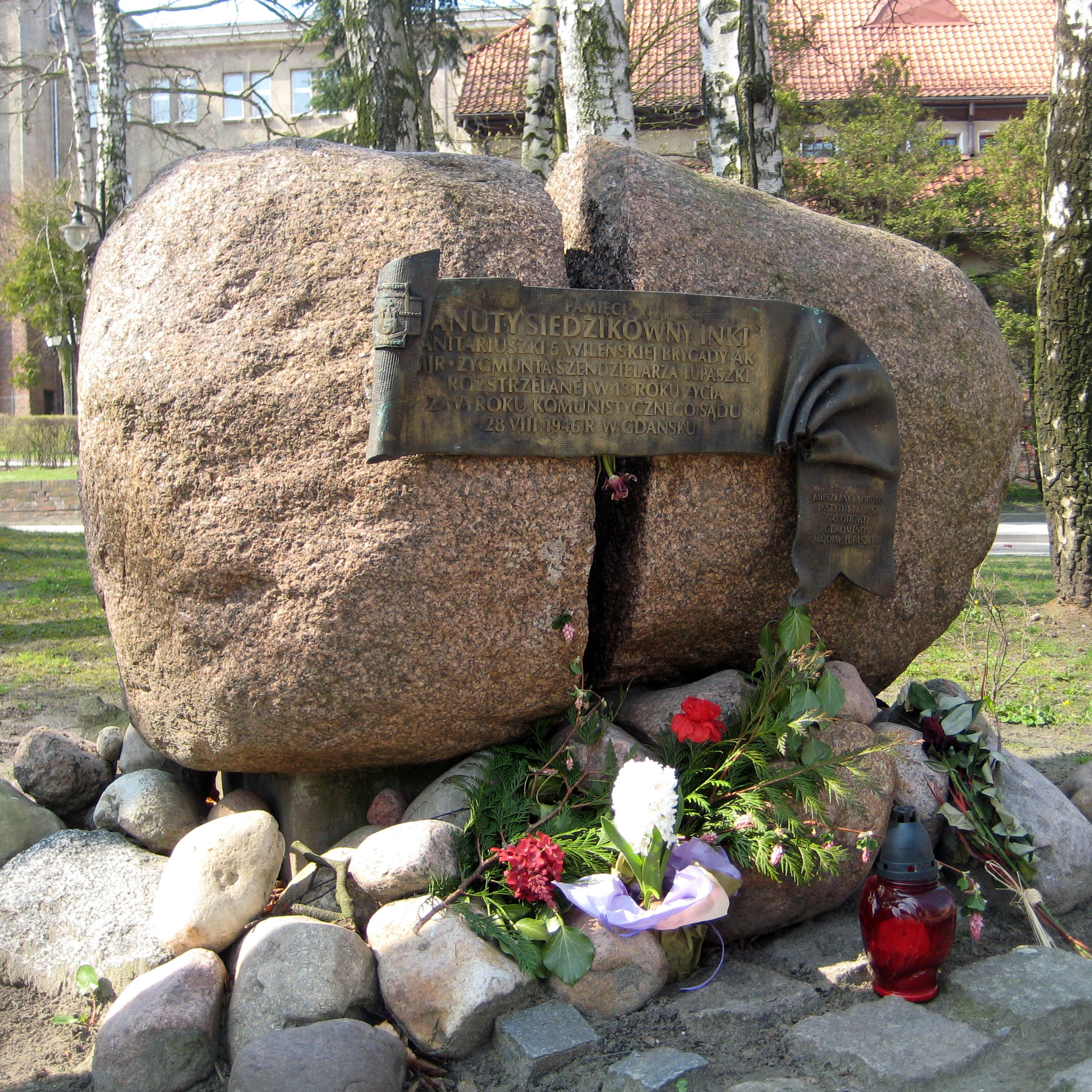
Memorial Danuta Siedzikówna en Sopot.

En 2001, Sopot conmemoró los cien años de otorgamiento a la localidad de sus derechos de ciudad.

## Educación
- Universidad de Gdańsk
- Wyższa Szkoła Finansów i Administracji
- Wyższa Szkoła Finansów i Rachunkowości
- Wyższa Szkoła Wychowania Fizycznego i Turystyki

## Deportes
En el área de Sopot y la Triciudad se encuentran varios equipos profesionales deportivos. Probablemente el deporte más popular en Sopot sea el básquet, gracias al equipo Prokom Trefl Sopot, que obtuvo la liga de Polonia en 2004. A nivel amateur, son miles los habitantes de Sopot que practican deportes, entre los que se cuentan muchos estudiantes de nivel primario, secundario y universitario.
- Prokom Trefl Sopot - equipo de básquet de la primera división de Polonia, obtuvo el campeonato de 2004 en la Era Basket Liga, y disputará la Euroliga.
- Orange Prokom Open - torneo de tenis válido por la ATP y la WTA que se lleva a cabo anualmente en el mes de agosto.

## Ciudades hermanadas
- Ascalón (Israel)
- Frankenthal (Alemania)
- Karlshamn (Suecia)
- Naestved (Dinamarca)
- Peterhof (Rusia)
- Ratzeburg (Alemania)
- Southend-on-Sea (Reino Unido)
- Zakopane (Polonia)